# Интернет в Монголии
Интернет в Монголии в последние несколько лет быстро развивался. Из результатов переписи 2010 года известно о 709 625 интернет-пользователях, проживающих в Монголии, что составляет четверть населения страны.
Доменом верхнего уровня Монголии является .mn.
Точки доступа в интернет в основном расположены в деловых центрах, в гостиницах, интернет-клубах, в Центральной телефонной станции столицы.
Основными провайдерами являются: RailCom, Mobinet, Bodicomputers, Micom, Gemnet. Они обеспечивают достаточно стабильный, но не слишком скоростной доступ. Стоимость часа в монгольском интернет-кафе колеблется в пределах от 500 до 1000 тугриков.